# Embaixada do Brasil em Praia
A Embaixada do Brasil em Praia é a missão diplomática brasileira em Cabo Verde, sendo responsável por manter e desenvolver as relações entre Brasil e Cabo Verde.
A missão diplomática se encontra no endereço Chã-de-Areia, 2, Caixa Postal 93, Praia, Cabo Verde.
O Brasil estabeleceu relações externas com Cabo Verde desde 1975, quando a esse país africano conquistou sua independência.
Esta embaixada tem sido chefiada pelo diplomata e ministro Alexandre Henrique Scultori de Azevedo Silva que atua como embaixador deste posto, desde sua aprovação pelo Senado Federal em julho de 2024.

## Consulados honorários
Com jurisdição política e consular em todo o território caboverdiano, esta missão de representação diplomática possui os seguintes consulados honorários:
- Mindelo (Jurisdição: Ilha de São Vicente e ilha de Santo Antão);
- Santa Maria (Jurisdição: Ilha do Sal);
- Sal Rei (Jurisdição: Ilha da Boa Vista).

## Embaixadores do Brasil em Praia
Apesar de ter sido estabelecidas as relações diplomáticas entre os dois países em 1975, somente em 1983 houve a criação da Embaixada do Brasil em Praia, conforme o Decreto nº 88.242, de 20/04/1983. O primeiro diplomata a atuar nessa representação diplomática foi Daher Neto, que foi nomeado para o cargo de Encarregado do Arquivo, atuando na legação do Brasil em Praia de 01/01/1980 a 09/06/1980. Somente em junho de 1980, assumiria como primeiro embaixador, o diplomata Fernando Augusto Buarque Franco Netto, que ficou nesse cargo até 1986.

### Lista de Embaixadores
Lista dos Ministros Plenipotenciários e Embaixadores do Brasil em Acra:
- Daher Neto, Encarregado do Arquivo (01/01/1980-09/06/1980);
- Fernando Augusto Buarque Franco Netto, Embaixador (09/06/1980-23/12/1986);
- Cláudio Bezerra da Silva, Encarregado do Arquivo (23/12/1986-20/02/1987);
- Laura Maria Malcher de Macedo, Embaixadora (20/02/1987-10/01/1990);
- Luiz Cesar Vinhaes da Costa, Encarregado do Arquivo (10/01/1990-31/01/1990);
- Nuno Álvaro Guilherme D’Oliveira, Embaixador (31/01/1990-29/03/1995);
- Moacyr Moreira Martins Ferreira, Embaixador (29/03/1995-12/07/1995);
- Romeo Zero, Embaixador (12/07/1995-26/11/2001);
- Márcia Gadêlha, Encarregada do Arquivo (26/11/2001-13/12/2001);
- Benedicto Fonseca Filho, Encarregado de Negócios (13/12/2001-20/01/2002);
- Vitor Cândido Paim Gobato, Embaixador (20/01/2002-18/06/2007);
- José Fernando Valim, Encarregado do Arquivo (18/06/2007-25/06/2007);
- Rosely de Mathemeier, Encarregada do Arquivo (25/06/2007-03/07/2007);
- Maria Dulce Silva Barros, Embaixadora (03/07/2007-18/12/2011);
- Carlos Kessel, Encarregado de Negócios (18/12/2011-21/03/2012);
- Alexandre Henrique Scultori de Azevedo Silva, Encarregado de Negócios (21/03/2012-26/03/2012);
- João Inácio Oswald Padilha, Embaixador (26/03/2012-17/12/2016);
- José Fernando Valim, Encarregado de Negócios (17/12/2016-02/01/2017);
- José Carlos de Araújo Leitão, Embaixador (02/01/2017-14/12/2020);
- Pedro Paulo d'Escragnolle-Taunay, Encarregado de Negócios (14/12/2020-2020);
- Colbert Soares Pinto Junior, Embaixador (2020-2024)[6];
- Alexandre Henrique Scultori de Azevedo Silva, Embaixador (2024-atualmente)[4].